# Montbazin
Montbazin é uma comuna francesa na região administrativa de Occitânia, no departamento de Hérault. Estende-se por uma área de 21,13 km². Em 2010 a comuna tinha 2 987 habitantes (densidade: 141,4 hab./km²).
Durante a Roma Antiga, Montbazin foi conhecida como Fórum de Domício (em latim: Forum Domitii).